# Santa María Tulantongo
Santa María Tulantongo, eller bara Tulantongo, är en mindre stad i Mexiko, tillhörande kommunen Texcoco i delstaten Mexiko. Santa María Tulantongo ligger precis norr om kommunhuvudstaden Texcoco de Mora, i den centrala delen av landet och tillhör Mexico Citys storstadsområde. Staden hade 15 584 invånare vid folkräkningen 2010, och var kommunens tredje största ort sett till befolkning.